# Olóriz
Olóriz (o Oloritz in basco) è un comune spagnolo di 166 abitanti situato nella comunità autonoma della Navarra.

## Monumenti e luoghi d'interesse

### Architetture religiose
- Chiesa di San Pietro